# Rolf Henrich
Rolf Henrich (* 24. Februar 1944 in Magdeburg) ist ein deutscher Jurist, Autor und ehemaliger DDR-Dissident. Sein im April 1989 erschienenes Buch Der vormundschaftliche Staat. Vom Versagen des real existierenden Sozialismus gilt als wichtiger Impuls für die Formierung der Bürgerbewegung in der DDR.

## Leben
Henrich ist gelernter Bergmann. Während des Jura-Studiums an der Friedrich-Schiller-Universität Jena und der Humboldt-Universität zu Berlin, das er 1964 begann und als Diplom-Jurist abschloss, wurde ihm im Zusammenhang mit Diskussionen um den Prager Frühling 1968 „Revisionismus“ wegen „Psychologisierung des Rechts“ vorgeworfen und er musste sein Forschungsstudium abbrechen. Er leistete seinen Militärdienst in der NVA und war danach kurzzeitig Wissenschaftlicher Mitarbeiter an der Akademie für Staats- und Rechtswissenschaften in Potsdam-Babelsberg. Von März 1966 bis Februar 1969 war er für die Bezirksverwaltung Gera/Abt. II/2 des Ministeriums für Staatssicherheit als Inoffizieller Mitarbeiter (Deckname „Streit“) im Bereich „äußere Abwehr“ tätig. In diesem Zusammenhang kam es zu einem einmaligen Einsatz im sogenannten Operationsgebiet West.
Im Jahre 1973 eröffnete er eine Anwaltskanzlei in Eisenhüttenstadt. Dort war er SED-Parteisekretär des Kollegiums der Rechtsanwälte. In dieser Zeit besuchte er die Bezirksparteischule der SED in Frankfurt (Oder). Seit der Verurteilung Rudolf Bahros 1978 setzte er sich zunehmend kritisch mit dem Sozialismus in der DDR auseinander. Nach der Veröffentlichung seines Buches im April 1989, in dem er den vormundschaftlichen Herrschaftsanspruch des Parteistaats kritisierte und Reformvorstellungen entwarf, wurde er aus dem Anwaltskollegium und der SED ausgeschlossen und erhielt Berufsverbot. 1989 war er Mitunterzeichner des Gründungsaufrufs des Neuen Forums. Später war er Vertreter des Neuen Forums am Zentralen Runden Tisch und trat 1990 in die SPD ein. Nach der friedlichen Revolution in der DDR lehnte Henrich ihm angetragene politische Ämter ab und arbeitete wieder als Rechtsanwalt in Eisenhüttenstadt. Unter anderem war er Verteidiger von DDR-Grenzsoldaten bei den Mauerschützenprozessen.
Henrich ist verheiratet, hat einen Sohn und wohnt seit 1973 in Eisenhüttenstadt und seit Mitte der 1970er Jahre außerdem im Wohnplatz Hammerfort von Groß Lindow.

## Schriften
- Der vormundschaftliche Staat. Vom Versagen des real existierenden Sozialismus (rororo aktuell 12536). Rowohlt, Reinbek bei Hamburg 1989, ISBN 3-499-12536-6.
- Gewalt und Form in einer vulkanischen Welt. Aufsätze 1991–1996. Verlag Raphael Heinrich, Berlin 1996, ISBN 3-932458-01-X.
- Die Schlinge. Roman. Eichborn-Verlag, Frankfurt am Main 2001, ISBN 3-8218-0707-5.
- Ausbruch aus der Vormundschaft. Erinnerungen. Ch. Links Verlag, Berlin 2019, ISBN 978-3-96289-035-3.